# Oncicola travassosi
Espèce
Oncicola travassosi est une espèce d'acanthocéphales de la famille des Oligacanthorhynchidae. C'est un parasite digestif du Chat ganté en Palestine.

## Étymologie
Son nom spécifique, travassosi, lui a été donné en l'honneur de Lauro Travassos (d) (1890-1970), 
helminthologiste et entomologiste brésilien.